# NaTo

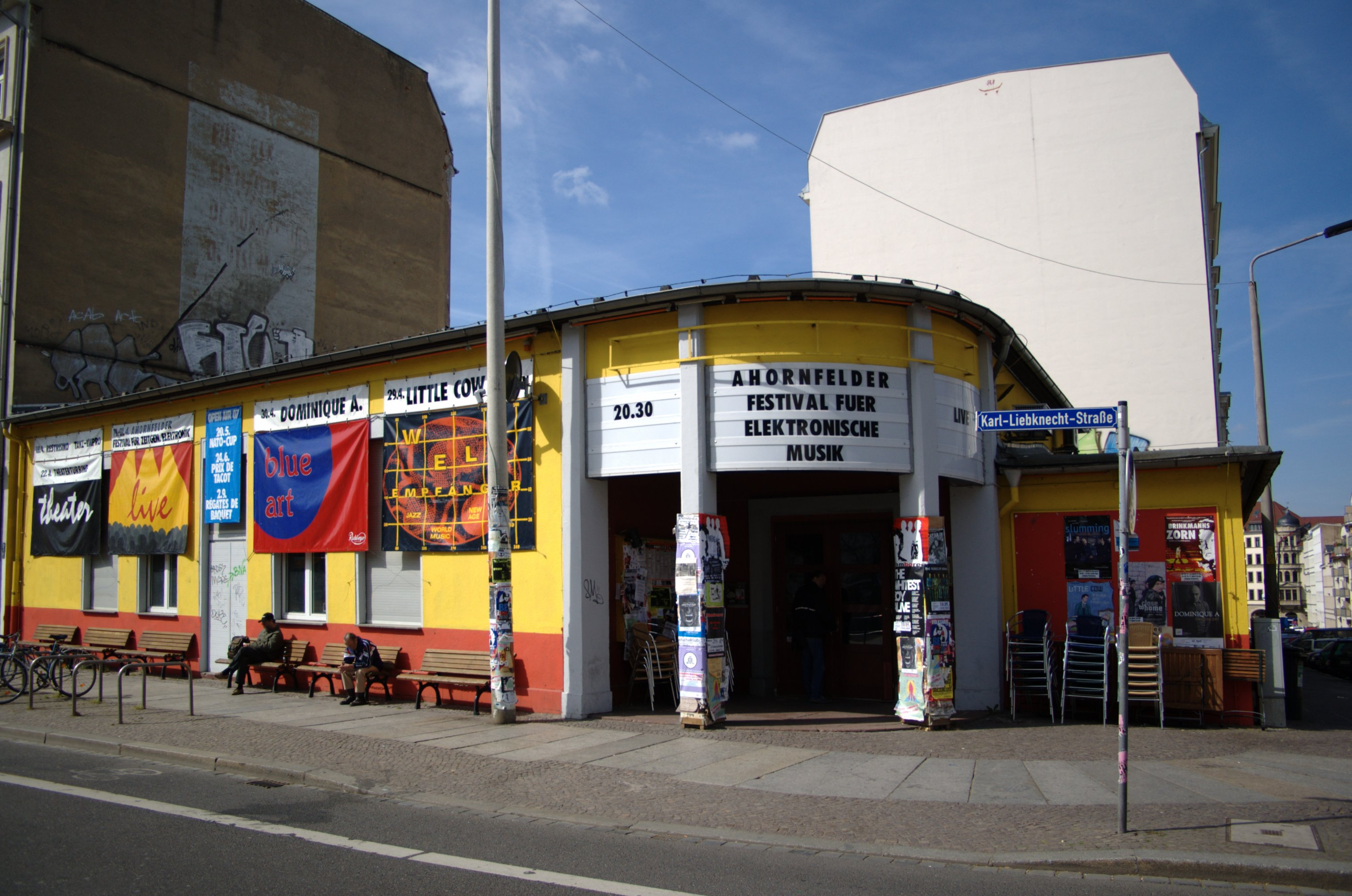
Eingang der naTo

Die naTo ist eine Kultureinrichtung in der Leipziger Südvorstadt, die vom Verein Kultur- und Kommunikationszentrum naTo e. V. betrieben wird. Zum kulturellen Angebot zählen Konzerte, Programmkino, Literaturlesungen, Theatervorstellungen und Veranstaltungen zu politischen Themen. Darüber hinaus richtet die naTo regelmäßig im Sommer Großveranstaltungen aus: den naTo-Cup, das Seifenkistenrennen (Prix de Tacot) auf dem Fockeberg und die Badewannenregatta (Régates de Baquet) vor dem Völkerschlachtdenkmal. Der Name geht zurück auf die Bezeichnung „Kulturhaus der Nationalen Front“, die im Volksmund abgekürzt wurde zu „NaFro“ oder „naTo“.

## Geschichte
Der 1949 errichtete Vorgängerbau, ein Holzpavillon, diente der Nationalen Front der DDR als politischer Versammlungsort. Das hölzerne Gebäude wurde während des Volksaufstandes am 17. Juni 1953 von Aufständischen niedergebrannt. Der anschließend errichtete, bis heute erhaltene Steinbau war als „Kulturhaus der Nationalen Front“ Ort der Stadtteilkultur.
Ab 1982 entwickelte sich das Haus zu einem Treffpunkt jugendlicher Alternativkultur, für die sich der Spitzname naTo einbürgerte. Veranstaltet wurden Kunsthappenings, Theaterperformances und Free-Jazz-Konzerte. Die naTo machte sich in kurzer Zeit über die Stadtgrenzen hinaus einen Namen als Veranstaltungsort alternativer Kultur. Gleichzeitig wurde das Gebäude auch von der Bezirkspolizei und der Stasi genutzt und war u. a. Büro des Abschnittsbevollmächtigten. Diese brisante Mischung machte die Ambivalenz des Hauses in jener Zeit aus.
Nach der politischen Wende vollzog die naTo mit der Gründung des Vereins Kultur und Kommunikationszentrum naTo e. V. (kurz naTo e. V.) den Wandel von einer Kultureinrichtung unter staatlicher Kontrolle zu einer freien Trägerschaft. In den turbulenten Jahren der Nachwendezeit veranstaltete die naTo viele Konzerte. Am 14. April 1994 hatte zum Beispiel die Band Rammstein dort ihren ersten Live-Auftritt. Aber auch ausländische Künstler, aufwändige Kostümpartys und andere innovative Partyreihen wurden dort gefeiert.

## Heutiges Profil
Auf musikalischem Gebiet setzt die naTo auf Vielfalt von Künstlern aus aller Welt. Die Konzertreihe „Ostwind“ präsentiert osteuropäische und asiatische Musikkultur in den Stilrichtungen Klezmer, Jazz, Folk u. a. Die Konzertreihe „Noise Club“ experimentiert mit elektrisch verstärkten Gitarrensounds und anderen Popklängen. In der Konzertreihe „Weltempfänger“ wird in experimenteller Form Modern Jazz mit Stilrichtungen wie Soul, Funk, Samba und Salsa vermischt.
In der naTo betreibt der Verein AG Kommunales Kino – Cinémathèque Leipzig e. V. außerdem ein Programmkino. Gezeigt wird hier vorrangig junges Kino aus aller Welt, meist im Original mit Untertiteln, oft in Filmreihen und Retrospektiven.
Hinzu kommen Veranstaltungen im Bereich Theater, Literatur, soziokulturelle Begegnungen sowie die jährlich stattfindenden Sommer-Events mit Spaßfaktor.